# Dongyangopelta yangyanensis
La dongyangopelta (Dongyangopelta yangyanensis) è un dinosauro erbivoro appartenente agli anchilosauri. Visse tra il Cretacico inferiore e il Cretacico superiore (Albiano - Cenomaniano, circa 105 - 98 milioni di anni fa) e i suoi resti fossili sono stati ritrovati in Cina.

## Descrizione
Questo animale è noto grazie a fossili rinvenuti nella formazione Chaochuan (nella zona di Dongyang, provincia di Zhejiang, Cina). Come tutti gli anchilosauri, Dongyangopelta era caratterizzato da un'armatura costituita da piastre ossee immerse nella pelle (osteodermi). Era presente uno scudo al di sopra del bacino, costituito da piastre relativamente grandi a forma di ciottolo, circondate da tubercoli più piccoli o lunghe superfici piatte. Gran parte degli osteodermi sono notevolmente percorsi da solchi e da tacche, per l'inserzione dermica lungo il margine. Erano presenti inoltre osteodermi a cupola, di forma triradiata. La testa del femore era ben separata dal trocantere maggiore.

## Classificazione
Dongyangopelta è stato descritto per la prima volta nel 2013. Alcune caratteristiche dei fossili (come la testa del femore ben separata dal trocantere maggiore) indicano che questo animale era un membro dei nodosauridi, un gruppo di anchilosauri sprovvisti di mazza caudale. Un'analisi filogenetica indica che questo animale doveva essere imparentato con Zhejiangosaurus, dal quale si differenziava per alcune caratteristiche dell'ilio, della zona presacrale e del femore. Dongyangopelta rappresenta il primo anchilosauro al di fuori del Nordamerica e dell'Europa a possedere uno scudo pelvico dotato di un'armatura fusa.